# Talpiot

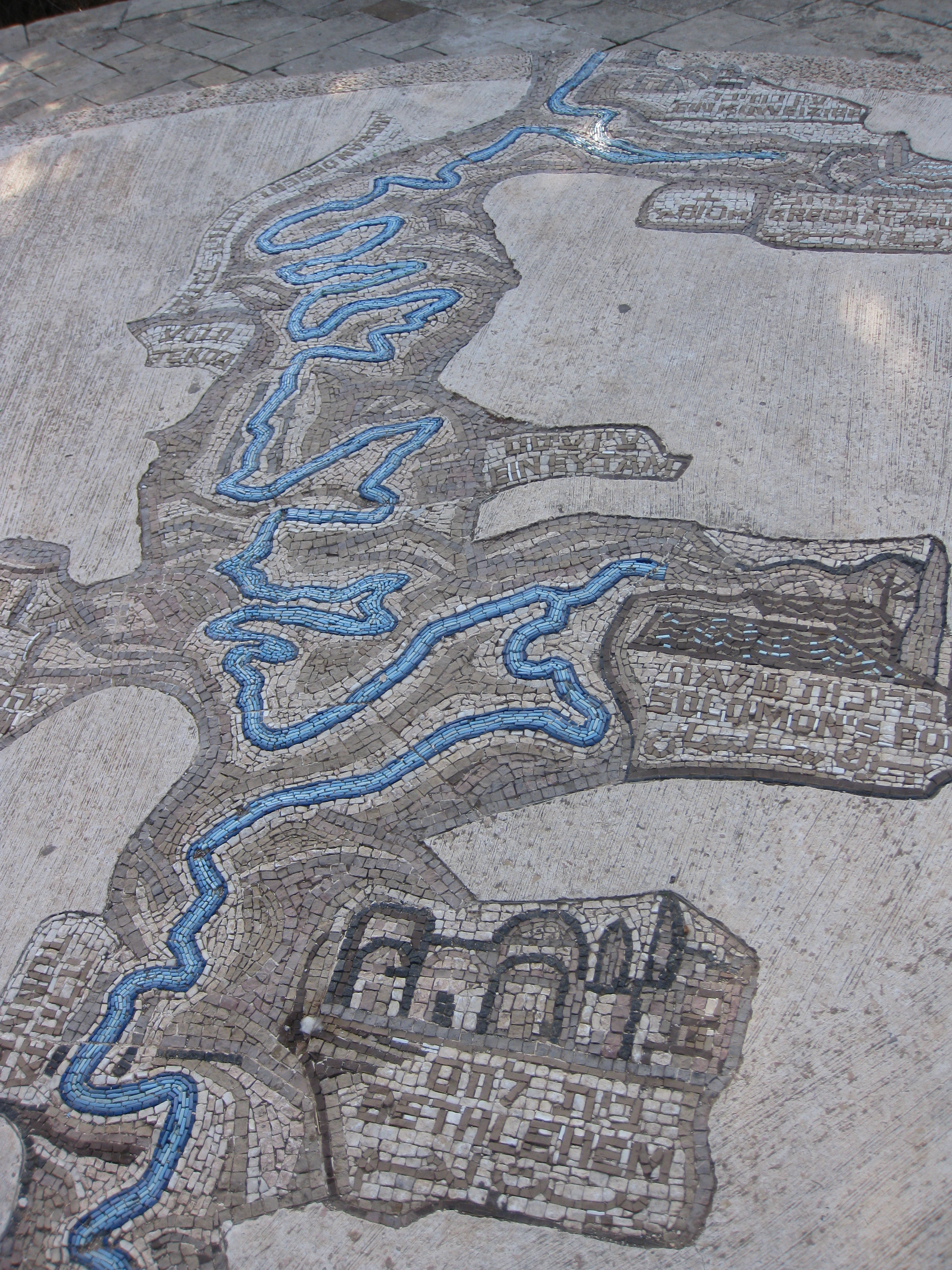
Mosaïque des aqueducs dans l'est de Talpiot, près des quartiers généraux de l'ONU (ארמון הנציב Armon Ha-natziv).

Talpiot (תלפיות Talpiyot, litt. « trophées d'armes » ou « magnifiquement construit »), est un quartier de Jérusalem, établi en 1922 par des pionniers sionistes.

## Étymologie
Le nom de Talpiot dérive du Cantique 4:4 (« Ton cou est comme la tour de David, bâtie pour des trophées d'armes »).
Selon une exégèse rabbinique, le terme de Talpiot ferait référence au Temple de Jérusalem, étant composé des mots tel (colline) et piyot (bouches), signifiant donc « la colline vers laquelle toutes les bouches se tournent en prière »

## Histoire
Dans les années 1920,  l’architecte Richard Kaufmann présente aux autorités britanniques mandataires ses plans pour Talpiot, qu’il conçoit comme une cité-jardin, avec un grand bâtiment qui doit servir de futur parlement mais qu’il redéfinit comme une galerie d’art afin de convaincre les sceptiques. Les premiers habitants sont des membres de l’administration et du clergé qui doivent, pour avoir le droit de résider dans ce voisinage, être membres d’une société mutuelle pour laquelle ils cotisent. Une loi mandataire n’autorisait pour la construction d’habitations à Jérusalem que la pierre de Jérusalem mais les constructeurs de Talpiot en sont exemptés et peuvent utiliser du béton recouvert de stuc en raison de la forte demande.
Les premiers habitants de Talpiot en sont évacués à la suite du massacre de Hébron en 1929 mais ils y reviennent ultérieurement. Après le départ des Anglais en mai 1948, une brigade militaire de la Hagana lance l’opération Kilshon afin de saisir des zones de sécurité qui se trouvaient jusque-là en possession des Britanniques, afin de défendre Jérusalem contre la légion arabe. Le camp militaire de Talpiyot, connu comme Mahane Allenby, est l’un des sites stratégiques dont les Juifs sionistes prennent possession au cours de cette opération